# Ilex curtissii
Ilex curtissii là một loài thực vật có hoa trong họ Aquifoliaceae. Loài này được (Fernald) Small mô tả khoa học đầu tiên năm 1933.